# ینس آلبرت
ینس آلبرت با نام مستعار دِر ولف (به آلمانی: Der Wolf) (زادهٔ ۲۷ سپتامبر ۱۹۷۳ در لودینگ‌هاوزن) ترانه‌سرا، دی‌جی و رپر آلمانی است. او در سال ۱۹۹۷ با انتشار اولین آلبومش با نام دَس آلبوم (به آلمانی: Das Album) که جایگاه ۱۶ را در جدول موسیقی آلمان گرفت، به شهرت رسید. از پرفروش‌ترین ترانه‌های او می‌توان به ترانهٔ «اوه شیت، خانم شمیت» و «اصلاً امکان نداره» اشاره کرد که از سوی چارت کنترل رسانه برای چندین هفته جایگاه اول را اختیار کرده بودند. او در حال حاضر در شهر دورتموند زندگی می‌کند.

## آلبوم‌شناسی
- دس آلبوم (۱۹۹۷)[پ ۳]
- موسیقی از یک دهه/موسیقی دههٔ من (۱۹۹۸)[پ ۴]
- چی بگم (۲۰۰۰)[پ ۵]

## معادل‌های آلمانی
1. ↑  Oh shit - Frau Schmidt
2. ↑  Gibt's doch gar nicht
3. ↑  Das Album
4. ↑  Musik aus (M)Einem Jahrzehnt
5. ↑  Was soll ich sagen